# Bezirksgemeinde Bauska
Die Bezirksgemeinde Bauska (lettisch Bauskas novads) – wie alle Novadi Lettlands in rechtlichem Sinne eine Großgemeinde – liegt im Süden Lettlands in der historischen Landschaft Semgallen. Ihr Verwaltungssitz ist in Bauska.
Die Bezirksgemeinde entstand im Rahmen einer Verwaltungsreform zum 1. Juli 2021 durch den Zusammenschluss des alten Bezirks Bauska mit den Bezirken Iecava, Rundāle und Vecumnieki, sodass er dem Kreis Bauska entspricht, der bis 2009 Bestand hatte, zuzüglich der Gemeinden Kurmene und Valle.

## Geografie
Das Gebiet grenzt im Süden an Litauen, im Westen an die Bezirksgemeinde Jelgava, im Nordwesten an die Bezirksgemeinde Olaine, im Norden an die Bezirksgemeinde Ķekava, im Nordosten an die Bezirksgemeinde Ogre und im Osten an die Bezirksgemeinde Aizkraukle.
Die größten Flüsse in der Bezirksgemeinde sind die Lielupe mit ihren Quellflüssen Mēmele und Mūsa sowie ihr Zufluss Iecava.

## Gliederung
Die Bezirksgemeinde umfasst die 2 Städte (pilsētas) Bauska und Iecava sowie 18 Gemeinden (pagasti):
| - Bārbele - Brunava - Ceraukste - Code - Dāviņi - Gailīši | - Iecava (Land) - Īslīce - Kurmene - Mežotne - Rundāle - Skaistkalne | - Stelpe - Svitene - Valle - Vecsaule - Vecumnieki - Viesturi |

## Verkehr
Wichtigste Straßenverbindung ist die von Nord nach Süd verlaufende Staatsstraße A7 von Riga nach Grenctāle an der Grenze zu Litauen, die Teil der Europastraße 67 ist. Durch die Bezirksgemeinde verläuft die Bahnstrecke von Jelgava nach Krustpils mit Bahnhöfen in Zālite, Iecava, Misa und Vecumnieki. Auch die Trasse der geplanten Rail Baltica verläuft hier in Nord-Süd-Richtung. Bei Grenctāle (Gemeinde Brunava) und Pilsrundāle (Gemeinde Rundāle) gibt es Flugplätze.

## Nachweise
1. ↑  Law on Administrative Territories and Populated Areas, likumi.lt, abgerufen am 11. September 2021